# Maria (cantante bruneiana)
Meria Aires, nota anche con il nome d'arte Maria (16 febbraio 1989), è una cantante bruneiana.
Ha conquistato il premio d'argento all'ABU Radio Song Festival 2012 con Yang Terindah.